# Nghĩa Hương
Nghĩa Hương là một xã thuộc huyện Quốc Oai, thành phố Hà Nội, Việt Nam.
Xã được chia ra thành 3 thôn đó là Văn Khê, Văn Quang, Thế Trụ. Nghĩa Hương xưa kia còn được biết đến với chùa cả và đình cả là nơi mà bà Trưng, Bà Triệu đã dừng chân nhưng đến nay đình cả và chùa cả không còn do đã bị phá bỏ sau chiến dịch phá dỡ chùa chiền để xây dựng trụ sở ủy ban nhân dân xã.
Nghĩa Hương còn được biết đến với các làng nghề truyền thống như nghề làm cót, nghề gỗ, nghề làm thúng...
Ngày nay cùng với sự phát triển kinh tế của cả nước, với thế mạnh là các nghề phụ, cùng với sự cần cù, chịu khó của người dân Nghĩa Hương đang được coi là địa phương có tốc độ phát triển nhanh, mạnh về mọi mặt, điều này được thể hiện qua mức sống của người dân, cơ sở hạ tầng được đầu tư và ngày càng nhiều những doanh nghiệp tư nhân.